# Renault R25
O R25 é o modelo da Renault da temporada de 2005 da F1. Condutores: Fernando Alonso e Giancarlo Fisichella. Com o R25, Fernando Alonso quebrou a hegemonia de títulos de Michael Schumacher, que durava desde 2000. Além disso, se tornou o campeão mais jovem da categoria com 24 anos e 58 dias, passando Emerson Fittipaldi em 1972, recorde que perdurou até 2008, quando Lewis Hamilton venceu o campeonato com 23 anos e 10 meses. A Renault R25 foi o último veículo a utilizar os motores V10 Renault que garantiu títulos para Benetton e Williams. Também foi a quebra do jejum de titulos marcando o primeiro mundial conquistado como equipe oficial de fábrica.

## Resumo da temporada
A Renault inicia a temporada mostrando ter um carro bastante eficiente, e sendo superior ao resto. Em quatro GPs, quatro vitórias sendo três de Alonso (Malásia, Bahrein e San Marino) e uma de Fisichella (Austrália).
Porém essa superioridade começa a diminuir e o MP4-20 da McLaren aparece como mais veloz que o R25 e Kimi Räikkönen surge no campeonato com as vitórias no GP da Espanha e Mônaco. No GP da Europa, Alonso vence contando com o abandono de Räikkönen na última volta, após o pneu dechapar e quebrar a suspensão. No Canadá, os pilotos da Renault abandonam e com a vitória de Räikkönen a diferença diminui para 22 pontos. Nos EUA, acontece um dos episódios mais vergonhosos da Fórmula 1, com apenas seis carros disputando a prova, pois as equipes que utilizavam os pneus Michelin se recusaram a disputar o GP, por não achar a segurança necessária na curva 13, a mais veloz do circuito e a que no treino de sexta-feira Ralf Schumacher com sua Toyota colidiu fortemente.
Após esse episódio em Indianápolis, começa a segunda parte do campeonato na França com a vitória de Alonso e Räikkonen em segundo. O R25, nesta altura do campeonato se mostrava um carro mais lento que o MP4-20, porém era muito mais confiável. Na Inglaterra, Alonso foi segundo e venceu na Alemanha e encontrou problemas no GP da Hungria sendo apenas o 11º, uma volta atrás de Raikkonen (vencedor). Nos GPs seguintes (Turquia, Itália e Bélgica), o piloto espanhol conseguiu três 2º lugares muito importantes para a conquista de seu título. Então chega o GP do Brasil, que apesar de faltar ainda mais dois GPs, era decisivo, pois a diferença era de 25 pontos e Alonso precisava apenas chegar em terceiro para ser campeão antecipado. E Alonso conseguiu a pole position, enquanto Räikkönen largava apenas em 5º. Alonso foi ultrapassado pelos carros da McLaren, mas se manteve até o final em 3º lugar conquistando o título pela primeira vez.
Para as duas corridas restantes, o foco da Renault era conquistar o título de construtores que estava sendo liderado pela McLaren. No Japão quem vence é Räikkönen, mas quem assume a liderança do campeonato de construtores é a Renault, por dois pontos de diferença. Na China, a Renault faz a primeira fila, com Alonso na pole e Fisichella em segundo. Alonso se manteve na liderança até o final e Fisichella em quarto. A equipe somou quinze pontos, enquanto a McLaren somou oito com o segundo lugar de Räikkonen. Com esse resultado a equipe foi campeã também nos construtores, com 191 pontos, nove de diferença para a McLaren.

## Resultados[1]
(legenda) (em negrito indica pole position e itálico volta mais rápida)
| Ano  | Chassi | Motor            | Pneus | N° | Pilotos              | 1   | 2   | 3   | 4   | 5   | 6   | 7   | 8   | 9   | 10  | 11  | 12  | 13  | 14  | 15  | 16  | 17  | 18  | 19  | Pontos | Posição |  |
| ---- | ------ | ---------------- | ----- | -- | -------------------- | --- | --- | --- | --- | --- | --- | --- | --- | --- | --- | --- | --- | --- | --- | --- | --- | --- | --- | --- | ------ | ------- |  |
|      |        |                  |       |    |                      |     |     |     |     |     |     |     |     |     |     |     |     |     |     |     |     |     |     |     |        |         |  |
|      |        |                  |       |    |                      | AUS | MYS | BHR | SMR | ESP | MON | EUR | CAN | USA | FRA | GBR | GER | HUN | TUR | ITA | BEL | BRA | JAP | CHN |        |         |  |
| 2005 | R25    | Renault RS25 V10 | M     | 5  | Fernando Alonso*     | 3   | 1   | 1   | 1   | 2   | 4   | 1   | Ret | DNS | 1   | 2   | 1   | 11  | 2   | 2   | 2   | 3*  | 3   | 1   | 191*   | 1°      |  |
| 2005 | R25    | Renault RS25 V10 | M     | 6  | Giancarlo Fisichella | 1   | Ret | Ret | Ret | 5   | 12  | 6   | Ret | DNS | 6   | 4   | 4   | 9   | 4   | 3   | Ret | 5   | 2   | 4   | 191*   | 1°      |  |

* Campeão da temporada.